# Grot van Les Garennes
De Grot van Les Garennes is een grot in de Franse gemeente Vilhonneur waar een menselijke begrafenis en rotskunst werden gevonden. Door de tekening van een gezicht op een stalagmiet wordt deze plaats ook de grot van het gezicht genoemd.
De ingang van de grot was ingestort en werd in 2005 vrijgemaakt door speleologen Pierre Vauvillier en Jean-Michel Rainaud. De grot werd bestudeerd door Jean Airvaux en Dominique Gambier. Op basis van de gevonden werktuigen en C14-dateringen weet men dat de menselijke aanwezigheid in de grot dateert uit het Gravettien. De grot ligt dicht bij de grotere grot Le Placard uit het latere Solutréen.

## Beenderen
In een puinhelling in de grot werd een menselijk skelet gevonden dat 27.000 jaar oud is. Het is erg uitzonderlijk dat menselijke resten samen met rotskunst wordt gevonden in een grot. Dit was ook het geval in de grot van Cussac, ook uit het Gravettien. Dieper in de grot werden vijf skeletten van hyena's van 28.000 jaar oud gevonden. 

## Kunst
In de grot van Les Garennes is er maar weinig rotskunst aanwezig. Het gaat om enkele rode stippen, acht parallelle zwarte strepen, een zwarte stencil van een hand met een misvormde duim en, opvallendst, een gezicht op een stalagmiet. Door maar vier zwarte lijnen en het gebruik van de vorm van de stalagmiet zijn wenkbrauwen, ogen, neus, mond en lang haar weergegeven.